# Paolo Beltraminelli
Paolo Beltraminelli (Sorengo, 20 settembre 1961) è un politico svizzero.

## Biografia
Si è diplomato in ingegneria rurale al Politecnico federale di Zurigo nel 1986 ed è un ingegnere ETH. Esponente del Partito Popolare Democratico, è entrato a far parte del Gran consiglio del Canton Ticino nel 1991 ed è stato capogruppo PPD e membro della commissione della gestione e delle finanze.
Dal 2000 al 2004 è stato consigliere municipale di Pregassona e dall'aprile del 2004 è entrato nell'esecutivo della città di Lugano (dicasteri territorio - aeroporto - servizi urbani e sport) ricoprendo anche la carica di presidente del consiglio d'amministrazione dei Trasporti Pubblici Luganesi (TPL).
Fino alla primavera del 2011 è stato direttore dello Studio ingegneria Tunesi di Pregassona, mentre dal 10 aprile 2011 all'8 aprile 2019 è stato consigliere di Stato e direttore del dipartimento della sanità e della socialità. Nel marzo 2020 l'ex consigliere di Stato ticinese Paolo Beltraminelli è risultato positivo al coronavirus.